# Cupaniopsis
Cupaniopsis es un género de 66 especies de arbustos y árboles perteneciente a la familia Sapindaceae. Son nativos de Nueva Guinea, Nueva Caledonia, Australia y Fiyi. En Australia, son conocidos comúnmente como tuckeroos. 
Una especie Australiana, C. anacardioides, es una planta invasora en algunas zonas de EE. UU., principalmente en Florida y Hawái. 

## Especies seleccionadas
- Cupaniopsis anacardioides (A.Rich.) Radlk.
- Cupaniopsis baileyana Radlk.
- Cupaniopsis cooperorum P.I.Forst.
- Cupaniopsis curvidentata (F.M.Bailey) Radlk.
- Cupaniopsis dallachyi S.T.Reynolds
- Cupaniopsis diploglottoides Adema
- Cupaniopsis flagelliformis (F.M.Bailey) Radlk.
- Cupaniopsis fleckeri S.T.Reynolds
- Cupaniopsis foveolata (F.Muell.) Radlk.
- Cupaniopsis newmanii S.T.Reynolds
- Cupaniopsis papillosa P.I.Forst.
- Cupaniopsis parvifolia (F.M.Bailey) L.A.S.Johnson
- Cupaniopsis serrata (F.Muell.) Radlk.
- Cupaniopsis shirleyana (F.M.Bailey) Radlk.
- Cupaniopsis simulatus S.T.Reynolds
- Cupaniopsis tomentella (F.Muell. ex Benth.) S.T.Reynolds
- Cupaniopsis wadsworthii (F.Muell.) Radlk.